# Jan van Scorel

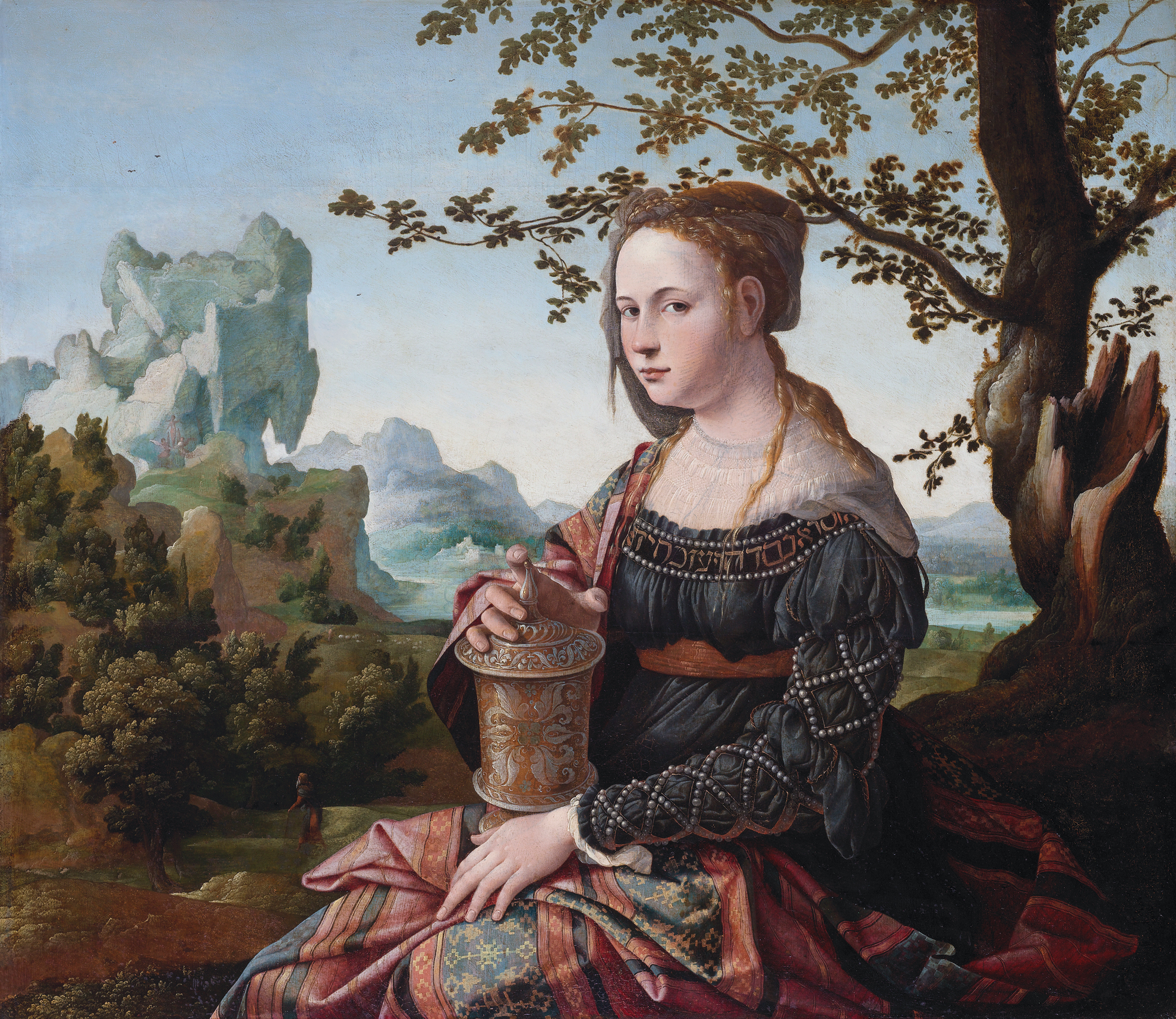
Jan van Scorel – Maria Magdalena (1529). Rijksmuseum, Amsterdam

Jan van Scorel, född 1495 i Schoorl nära Alkmaar, död 6 december 1562 i Utrecht, var en nederländsk målare.

## Biografi
Jan van Scorel var den förste nederländske målaren av betydelse som studerade i Italien och den som införde den italienska högrenässansen till Nederländerna. Han var mycket berest och utnämndes av påven Hadrianus VI till intendent för Vatikansamlingarna. I Rom tog han starka intryck av Michelangelo och Rafael, i synnerhet av den senare.
Jan van Scorel återvände 1524 till Nederländerna. Hans verk omfattar bland annat Tolv Jerusalempilgrimer, Maria Magdalena och Den heliga familjen. Maria Magdalena framställs med sitt helgonattribut, balsamkruset, iklädd en samtida renässansklänning.
Jan van Scorel stod i brevväxling med Gustav Vasa, och sände en madonnabild och målade tapeter till kungen.